# Нджамби
Нджамби (Нджамби Карунга, Njambe , Njambi) — Бог-Творец в мифологии некоторых племен Африки, в частности в племенах Леле и Гереро. Согласно легендам, после создания мира он посадил изначальное Дерево жизни Омумбуромбонго, из которого появился Мукуру, ставший первым человеком.
После Сотворения мира, как и большинство Африканских богов, Нджамби переместился в безопасное место на Небесах, как только на мировой сцене появились люди. Теперь он живёт в облаках и управляет посредством духовной мудрости. Нджамби единственный, всемогущий бог, который дарует дождь, защищает людей и мстит за несправедливость. Нджамби владеет людьми, как хозяин владеет рабами.
Так как его имя священно, его никто не беспокоит, вызывая его только в исключительных обстоятельствах. Как правило, это делают, чтобы поблагодарить его за услуги, которые уже оказаны, а не для того чтобы просить о новых. Все просьбы в основном обращают к духам Мукуру и других предков. Духи предков в практических аспектах часто приравнивают к духам природы.